# Калмыцкий район
Калмыцкий район — административно-территориальная единица, существовавшая на территории РСФСР в 1929—1944 годах. Административный центр — посёлок Зимовники, с 1932 года — станица Кутейниковская.

## Предпосылки образования
По данным на 1913 год, на территории Сальского округа Области Войска Донского без учёта работающих в других округах и конных заводах проживало 30178 калмыков. В округе было 13 станиц и 19 калмыцких хуторов. После окончания Гражданской войны в 1920 году здесь проживало всего 10750 калмыков, то есть население сократилось в три раза.
После окончания Гражданской войны в связи с образованием Калмыцкой автономной области в составе РСФСР началась работа по переселению калмыков из Донской области на территории Калмыцкой АО. Предполагалось переселить 13 тысяч человек в Большедербетовский улус. По состоянию на 1 января 1925 года, переселилось 8451 человек из 13 станиц Донской области.
К конце 1920-х снова встал вопрос о переселении в Калмыцкую АО оставшихся на Дону сальских калмыков. Существовало два мнения: переселить донских калмыков с занимаемой территории. Второе — оставить их на месте. По справке статистического бюро Сальского округа от 17 мая 1928 года на территории Сальского округа Северо-Кавказского края проживало 7400 человек калмыцкого населения, из которых рассчитывали переселиться в Калмыцкую АО 5719 человек, или 1371 хозяйство. Калмыцкое население края было рассеяно по территориям Дубовского, Зимовниковского, Пролетарского, Ремонтненского, Романовского районов.

## История
В 1928 году было принято решение ЦИК СССР об образовании Калмыцкого района в составе Сальского округа Северо-Кавказского края. 29 апреля 1929 года президиум Северо-Кавказского крайкома принял решение о создании национального Калмыцкого района в составе Сальского округа с центром в посёлке Зимовники. Для создания Калмыцкого национального района изымались населенные пункты из Дубовского, Зимовниковского и Ремонтненского районов. На 10 августа 1930 года в составе район объединял 6 сельсоветов: Батлаевский, Власовский, Граббевский, Старо-Беляевский, Стояновский, Эркетинский. После ликвидации округов в августе 1930 года Калмыцкий район стал подчиняться непосредственно крайисполкому.
Постановлением президиума Северо-Кавказского крайисполкома от 28 апреля 1932 года центр Калмыцкого района был перенесен в станицу Кутейниковскую. В связи с переселением калмыцкого населения с 01 мая 1932 года упразднились хутора Болдырь Ивановского сельсовета и Чунусовский Власовского сельсовета. В составе Калмыцкого района были образованы новые сельсоветы Трудовой крестьянин (Труд-Крестьянский) и Ковалевский. В результате этих изменений в Калмыцком районе было утверждено 11 сельсоветов: Батлаевский, Граббевский, Денисовский, Иловайский, Ковалевский, Кутейниковский, Московский, Немецко-Потаповский, Ново-Николаевский, Стояновский, Трудовой Крестьянин. По сведениям на 1 апреля 1932 года в Калмыцком районе имелось 23 колхоза, всего проживало 12 тысяч человек, в т. ч. 5 тысяч калмыков.
После разделения в 1934 году Северо-Кавказского края на Азово-Черноморский и Северо-Кавказский край Калмыцкий район значится в Азово-Черноморском крае. После образования Ростовской области 13 сентября 1937 года в её состав вошел Калмыцкий район (ц.-с. Кутейниково). В районе значились сельсоветы: Батлаевский, Граббевский, Денисовский, Иловайский, Ковалевский, Кутейниковский, Московский, Немецко-Потаповский, Ново-Николаевский, Стояновский, Труд-Крестьянский.
С 13 сентября 1937 года район вошёл в состав Ростовской области.
В годы Великой Отечественной войны территория района была кратковременно оккупирована. В марте 1944 года калмыцкое население было выселено в Омскую область
Указом Президиума Верховного Совета РСФСР от 09 марта 1944 года Калмыцкий район был ликвидирован. Его территории была передана Мартыновскому, Пролетарскому, Романовскому и Зимовниковскому районам.

## Население
По данным всесоюзной переписи населения 1939 года населения района составило 18 417 человек.
Национальный состав
| Национальность | Численность (чел.) | Процентное соотношение |
| -------------- | ------------------ | ---------------------- |
| Русские        | 10 578             | 57,4 %                 |
| Калмыки        | 3 805              | 20,7 %                 |
| Украинцы       | 2 099              | 11,4 %                 |
| Немцы          | 1 597              | 8,7 %                  |
| Прочие         | 4 135              | 22,5 %                 |

## Деятельность
По национальному составу район был многонациональным: здесь жили и трудились калмыки, русские, немцы. Для их детей были открыты национальные школы, а в Пролетарском педагогическом техникуме — калмыцкое отделение. Первым редактором районной газеты «Улан-мальч», издававшейся на калмыцком и русском языках, стал А. И. Сусеев, впоследствии народный поэт Калмыкии. В разное время партийную организацию района возглавляли — немец Беккермейстер, калмыки Н. У. Мусов, Д. Д. Орлов и др. Последний позднее стал одним из первых кандидатов философских наук, возглавлял Калмыцкий педагогический институт.